# Markham College
Le Markham College est une école de Lima au Pérou.

## Historique
Nommée d’après Clements Markham (1830-1916), elle est fondée en 1946 par des expatriés britanniques.

## Infrastructures
Le collège est réparti sur deux campus, l'un dans le district de Miraflores, l'autre dans celui de Santiago de Surco.
En 2021, la direction projette de construire de nouveaux bâtiments particulièrement ventilés, susceptibles de continuer à accueillir les élèves même en situation pandémique.

## Réputation
L'école est considérée comme une des plus onéreuses du Pérou en termes de droits de scolarité.

## Anciens élèves
- Pedro Pablo Kuczynski, homme politique péruvien
- Jaime Bayly, écrivain péruvien
- Javier Heraud, poète péruvien
- Diego Bertie, acteur péruvien